# Lazar Koliševski

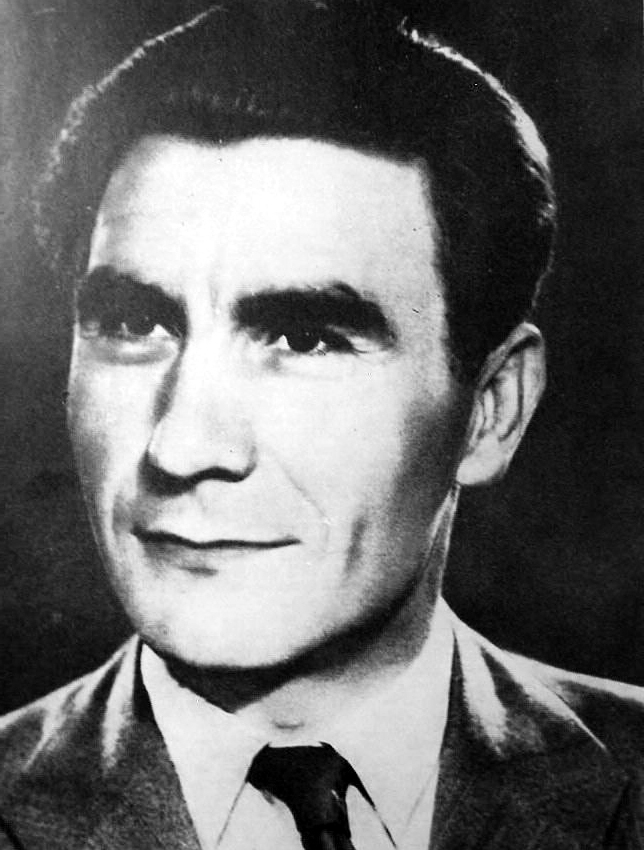
Lazar Koliševski

Lazar Koliševski (* 12. Februar 1914 in Sveti Nikole, Königreich Serbien, heute Nordmazedonien; † 6. Juli 2000 in Skopje, Mazedonien) war ein mazedonischer und jugoslawischer kommunistischer Politiker.

## Biografie
Koliševski war zunächst in seiner Heimatregion Mazedonien tätig. Während des Zweiten Weltkrieges wurde er 1941 Sekretär der Kommunistischen Partei, die 1952 in BdKJ umbenannt wurde, und war als solcher bis Juli 1963 Parteichef der neu erschaffenen Volksrepublik Mazedonien. Zugleich wurde er am 16. April 1945 zunächst Premierminister und zuletzt bis Dezember 1953 Vorsitzender des Exekutivrates (Ministerpräsident) der Teilrepublik. Von Dezember 1953 bis Juni 1962 war er Präsident der Volksversammlung der Volksrepublik Mazedonien.
Seit 1970 war er Mitglied des Präsidiums der SFRJ. Nach dem Tode von Josip Broz Tito wurde Koliševski am 4. Mai 1980 für elf Tage Vorsitzender des Präsidiums der SFRJ, ein Gremium, das ab dem 15. Mai 1980 jährlich wechselnd den Staatspräsidenten der SFRJ stellte. Nachfolger wurde am 15. Mai 1980 Cvijetin Mijatović.